# 伊比利亞戰爭
伊比利亞戰爭（英語：Iberian War）是從526年到532年東羅馬帝國和薩珊波斯帝國之間在格魯吉亞人建立的伊比利亞王國之間進行的戰爭、伊比利亞王國是一個轉向東羅馬人的薩珊附庸國，波斯和拜占庭在進貢和香料貿易的緊張局勢中爆發了衝突。
波斯人一直佔據上風直到530年，但東羅馬人在達拉和薩塔拉的戰鬥中擊敗了波斯，而他們的伽珊尼德盟友擊敗了與波斯人結盟的拉赫姆人。531年薩珊波斯在卡利尼庫姆的勝利使戰爭又持續了一年，直到雙方簽署了《永久和平條約》。

## 來源
- Barker, John W. . Madison: University of Wisconsin Press. 1966  [2022-01-08]. ISBN 978-0-29-903944-8. （原始内容存档于2016-06-24）.